# پارک استانی فورت پیت
پارک استانی فورت پیت (به انگلیسی: Fort Pitt Provincial Park) یک منطقهٔ مسکونی در کانادا است که در Frenchman Butte No. 501, Saskatchewan واقع شده‌است.